# جون سوين
جون سوين (بالإنجليزية: John Swain)‏ هو لاعب كرة قدم أمريكية أمريكي، ولد في 4 سبتمبر 1959 في ميامي في الولايات المتحدة.

## وصلات خارجية
- جون سوين على موقع مرجع كرة القدم المحترفة.كوم (الإنجليزية)